# Joseph Marie Tennet de Laubadère
Pour les articles homonymes, voir Tennet et Laubadère.
Joseph Marie Tenet de Laubadère, né le 27 avril 1745 à Bassoues (Gascogne), mort le 8 avril 1809 à Auch (Gers), est un général de division de la Révolution française.
Il est le frère du général Germain Félix Tenet de Laubadère (1749-1799).

## Biographie
Fils de Joseph Tenet de Laubadère et de Marianne Françoise de Sérignac, Il entre en service le 1er janvier 1765, comme lieutenant en second à l’École royale du génie de Mézières, il en sort ingénieur ordinaire et lieutenant en premier le 1er janvier 1767. Il passe capitaine le 1er janvier 1777, il sert à Collioure et à Metz. Il est fait chevalier de Saint-Louis le 14 janvier 1791, et adjudant-général lieutenant-colonel le 14 mars 1792, à l’armée du Rhin. Il est nommé adjudant-général chef de brigade le 3 septembre 1792, et il est promu général de brigade le 8 mars 1793.
Il est nommé général de division le 15 mai 1793, et il prend le commandement de la place de Landau le 27 juin suivant, et il résiste pendant six mois au siège que lui impose les Prussiens, avant d’être débloqué le 28 décembre 1793. Il est arrêté en vertu d’un décret du Comité de salut public et conduit à Paris le 6 juin 1794. Il est remis en liberté le 28 juillet 1794, et il est affecté à l’armée d’Italie le 21 août suivant. Le 13 juin 1795 il n’est pas compris dans l’organisation des états-majors, et le 2 août 1795, il est mis en congé de réforme. Il est admis à la retraite le 26 mars 1798.
Retiré dans son pays natal il se marie à Pouylebon, après la mort de son père et de sa mère, avec Marie-Louise Loumaigne (veuve du comte Guillaume de Montesquiou de Fezensac ) le 30 vendémiaire an 9 ( 20 octobre 1800).
Il meurt à Auch le 8 avril 1809 âgé de presque 64 ans. .

## Sources
1. ↑  Registre paroissial de Bassoues cote 5 E 62 vue 36/65.
2. ↑  Registre de l'état civil d'Auch cote 5 E 2815 vue 198 et 199/252.
3. ↑  Registre de l'état civil de Pouylebon cote 5 E 29917 vue 20 et 21/135.

- (en) « Generals Who Served in the French Army during the Period 1789 - 1814: Eberle to Exelmans »
- Joseph Marie Tennet de Laubadère  sur roglo.eu
- Étienne Charavay, Correspondance général de Carnot, tome 1, imprimerie Nationale, 1893, p. 92.
- Baptiste-Pierre Courcelles, Dictionnaire historique et biographique des généraux français : depuis le onzième siècle jusqu'en 1822, vol.6, l’Auteur, 1822, 564 p. (lire en ligne), p. 244.
- Docteur Robinet, Jean-François Eugène et J. Le Chapelain, Dictionnaire historique et biographique de la révolution et de l'empire, 1789-1815, volume 2, Librairie Historique de la révolution et de l’empire, 886 p. (lire en ligne), p. 340
- (pl) « Napoléon.org.pl »
- Georges Six, Dictionnaire biographique des généraux & amiraux français de la Révolution et de l'Empire (1792-1814), Paris : Librairie G. Saffroy, 1934, 2 vol., p. 69